# Dynazty
Dynazty é uma banda de hard rock e heavy metal sueca formada no final de 2007.

## Biografia
A banda era formada por Joel Fox Apelgren, Rob Love Magnusson, George Egg e John Berg mas ainda faltava um vocalista. Depois de ter feito dois shows com os cantores ocasionais Wikked Riley e Swan começaram a busca por um tempo cantor oficial. A banda anunciou no MySpace que eles precisavam de um novo vocalista. Dynazty foi respondido por Nils Molin, um cantor completamente desconhecido da pequena cidade Kilafors, Suécia. Nils Molin foi a peça final e está na situação atual do cantor para a banda Dynazty.
A banda ficou mais conhecida depois de tocar no Melodifestivalen 2011 a canção This Is My Life.

## Discografia

### Álbuns
- Bring The Thunder - 2009
- Knock You Down - 2011
- Sultans Of Sin - 2012
- Renatus - 2014
- Titanic Mass - 2016
- Firesign - 2018
- The Dark Delight - 2020
- Final Advent - 2022

### Singles
- This Is My Life - 2011
- Land Of Broken Dreams - 2012
- Starlight - 2014